# Пачије варијације
Пачије варијације је позоришна представа коју је режирао Владан Ђурковић на основу текста Давида Алана Мамета.
Премијерно приказивање било је 17. марта 2014. године у позоришту ДАДОВ и представљало је ново читање савременог америчког комада.

## Радња
Представа је састављена од неколико прича које су повезане истом метафором у јединствену целину. Животне ситуације човека у савременом добу су приказане преко живота дивљих патака.

## Улоге
| Лица | Глумци                |
| ---- | --------------------- |
|      | Ксенија Милинковић    |
|      | Александра Аризановић |
|      | Аница Цветковић       |
|      | Невена Ђоковић        |
|      | Светлана Вујичић      |
|      | Исидора Ивановић      |
|      | Маја Јелић            |
|      | Ненад Ј. Поповић      |
|      | Александра Аризановић |
|      | Урош Томљановић       |
|      | Аца Ђорђевић          |
|      | Филип Љубојевћ        |
|      | Борисав Матић         |
|      | Димитрије Јањић       |
|      | Александар Ивановић   |
|      | Лука Димитријевић     |
|      | Алекса Карајић        |